# Brendan Bowyer
Brendan Bowyer (* 12. Oktober 1938 in Waterford; † 28. Mai 2020 in Las Vegas) war ein irischer Sänger. Er war Frontmann der Showbands The Royal Showband und The Big Eight. In den 1960er Jahren hatte er mit Coversongs fünf Nummer-eins-Hits in Irland.

## Leben

### Kindheit und erste musikalische Schritte
Bowyer wurde 1938 in Waterford geboren und wuchs sowohl dort als auch in Limerick auf, wo er das Crescent College besuchte. Er hatte drei jüngere Schwestern. Sein Vater, der ursprünglich aus dem englischen Yorkshire stammte, lehrte Klavier und Violine am De La Salle College in Waterford. Brendan Bowyer wurde von ihm im Alter von acht Jahren an klassische Musik herangeführt und sang im örtlichen Kirchenchor. Später spielte er Posaune und Klavier in der lokalen Band The Rhythm Kings. Ein Konzert der nordirischen Clipper Carlton Showband im Sommer 1956 inspirierte ihn nach eigenen Angaben zu seiner Karriere als professioneller Entertainer. Neben der Musik beeindruckte ihn an der Band, dass die Instrumente spielenden Mitglieder während des Auftrittes standen, anstatt wie damals sonst üblich sitzen zu bleiben.

### Frontmann vonThe Royal Showbandin Irland
1957 schloss sich Bowyer der Harry Boland Dance Band an, wurde deren Frontsänger und benannte sie um in The Royal Showband. Weitere Mitglieder waren Charlie Matthews (Schlagzeug), Jim Conlon (Gitarre), Tom Dunphy (Bass, Gesang), Michael Coppinger (Akkordeon), Gerry Cullin (Piano) und Ed Sullivan (Trompete). Die Band spielte keine eigenen Lieder, sondern ausschließlich Coverversionen, hauptsächlich von Songs amerikanischer Sänger. Als erste irische Showband setzten sie eine Bassgitarre statt des Kontrabass ein und stiegen auch bald auf das E-Piano um.
Bowyer war stark vom Rock-’n’-Roll-Boom der späten 1950er Jahre beeinflusst und vermochte es, diese Musikrichtung dem irischen Geschmack anzupassen. Zudem war er sportlich und zeigte während der Konzerte akrobatische Showeinlagen inklusive Sprünge über andere Bandmitglieder bei laufendem Song. Während eines Auftritts wurde der Musikinstrumentenverkäufer T.J. Byrne auf The Royal Showband aufmerksam und übernahm ihr Management. Die Band wurde bald darauf landesweit bekannt. Mit ihrem ausgefallenen Showstil, der gut aufgestellten Bläserabteilung und Konzentration auf populäre Musik läuteten sie einen Wandel in der irischen Unterhaltungsmusik ein.
Nachdem Tom Dunphy 1961 mit dem Song Come Down the Mountain Katie Daly einen Charterfolg verbuchen konnte, stieg die Bekanntheit der Band in Irland und England weiter an. Die damals noch unbekannten Beatles traten bei einem Konzert der Royal Showband in Liverpool im April 1962 als deren Vorgruppe auf. In den Folgejahren gelangten Brendan Bowyer and The Royal Showband mit fünf Liedern auf Platz 1 der irischen Charts: Kiss me Quick (1963), No More (1963/1964), Bless You (For Being an Angel), ihrem bekanntesten Song The Hucklebuck (1965, Original von Paul Williams) sowie (Don’t Lose Your) Hucklebuck Shoes (1965).

### Umzug nach Las Vegas, Frontmann vonThe Big Eightund letzte Lebensjahre
Ende der 1960er Jahre ließ die Popularität der irischen Showbands nach, da sie ihr Publikum zunehmend an Diskotheken verloren. 1971 ging Bowyer mit Tom Dunphy nach Las Vegas und gründete dort die Band The Big Eight, zu der Paddy Cole von der Showband Capital und die Sängerin Twink stießen. Die Band verbrachte zunächst jeweils die Sommersaison in irischen Tanzsälen und die Winter in Nachtclubs in Las Vegas, bevor sie sich endgültig in Nevada niederließ.
Bowyer war ein Imitator von Elvis Presley und kannte ihn auch persönlich. Presley besuchte mehrfach Bowyers Konzerte, die in den 1970er Jahren im Stardust stattfanden, und ließ sich von seiner Musik inspirieren. So nahm er ein Cover von You Gave Me a Mountain auf, nachdem er Bowyer den Song hatte singen hören. Beide Musiker hatten Erfolg mit Coverversionen von The Wonder of You, einem Song, der zu Bowyers besten Aufnahmen gehört. Bowyers Tribut-Song Thank You Elvis kam 1977 auf Platz 4 der irischen Charts.
Seit seinem 30. Lebensjahr kämpfte Bowyer mit zunehmenden Alkoholproblemen, die nach mehreren Todesfällen in seinem engen Umkreis einschließlich des tödlichen Verkehrsunfalls von Tom Dunphy (1975) eskalierten. Später verbesserte sich seine Situation und es gelang ihm, die letzten zwei Jahrzehnte seines Lebens abstinent zu bleiben und sich unter anderem wieder der Musik zu widmen. Er tourte jedes Jahr mit seiner Tochter Aisling Bowyer und einer sechsköpfigen Band durch Irland. 2005 waren sie Headliner beim Tall Ships Festival in Waterford. 2001 veröffentlichte Brendan Bowyer das Cover-Album Follow On mit Interpretationen neuerer irischer Hits wie Summer in Dublin. Er war auch der Star der Konzertreihe Ireland’s Showbands: Do You Come Here Often?.
Bowyer wohnte mit seiner Familie in Las Vegas. Dort starb er am Abend des 28. Mai 2020 mit 81 Jahren. Er hinterließ seine Frau Stella, drei Kinder und zwei Enkel.

## Diskografie

### Alben
- 1972: Irish Showband, Talisman
- 1973: California Sun, Music For Pleasure
- 1977: Home And Abroad, Hawk
- 1979: Irish Showband, STEL-BOY Records
- 1988: Brendan Bowyer And The Big 8 – Powerhouse Live At Clontarf Castle, Harmac
- 2001: Follow On, Universal